# Nationale Jeugdstorm
La Nationale Jeugdstorm (NJS) fu un'organizzazione giovanile olandese affiliata al Movimento Nazional-Socialista.

## Storia
Coordinato da Cornelis van Geelkerken e fondato nel 1934, si ispirava alle organizzazioni giovanili paramilitari che stavano sorgendo in quegli anni in tutta Europa.
Nel febbraio 1936 la Suprema Corte olandese fece sciogliere l'organizzazione, che van Geelkerken subito rifondò con un nome più moderato e una struttura più 'democratica'.
Potevano iscriversi tutti i giovani tra i 10 e i 18 anni di ambo i sessi, con cittadinanza olandese. Gli ebrei non erano graditi. Il simbolo del movimento erano i gabbiani. I giovani maschi si chiamavano meeuwen - meeuwkes e dal 14º anno stormers.

Il numero di membri era di circa 2.000, ma raggiunse gli oltre 12.000 membri durante la seconda guerra mondiale e l'occupazione tedesca.

Galleria
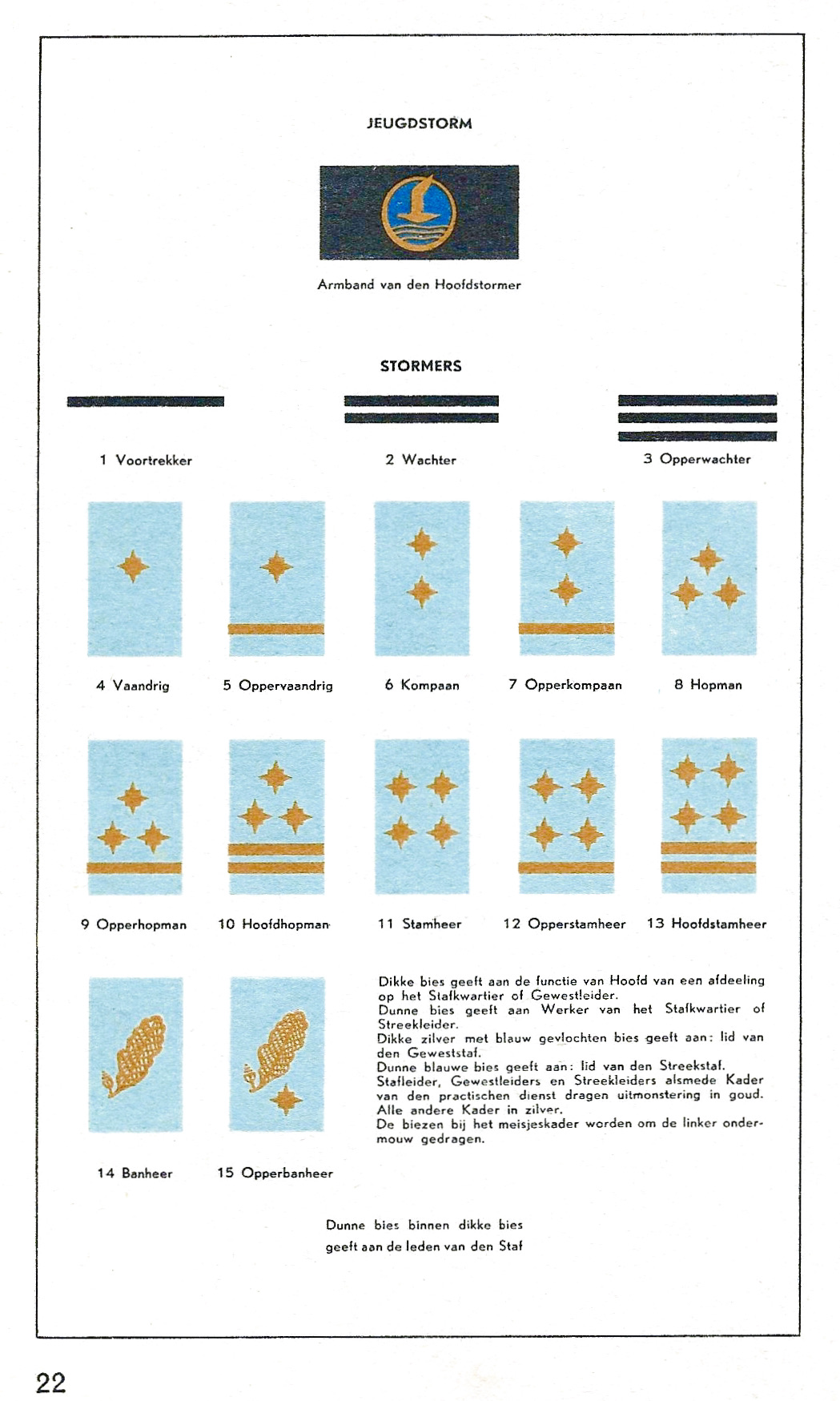
Gradi degli stormers
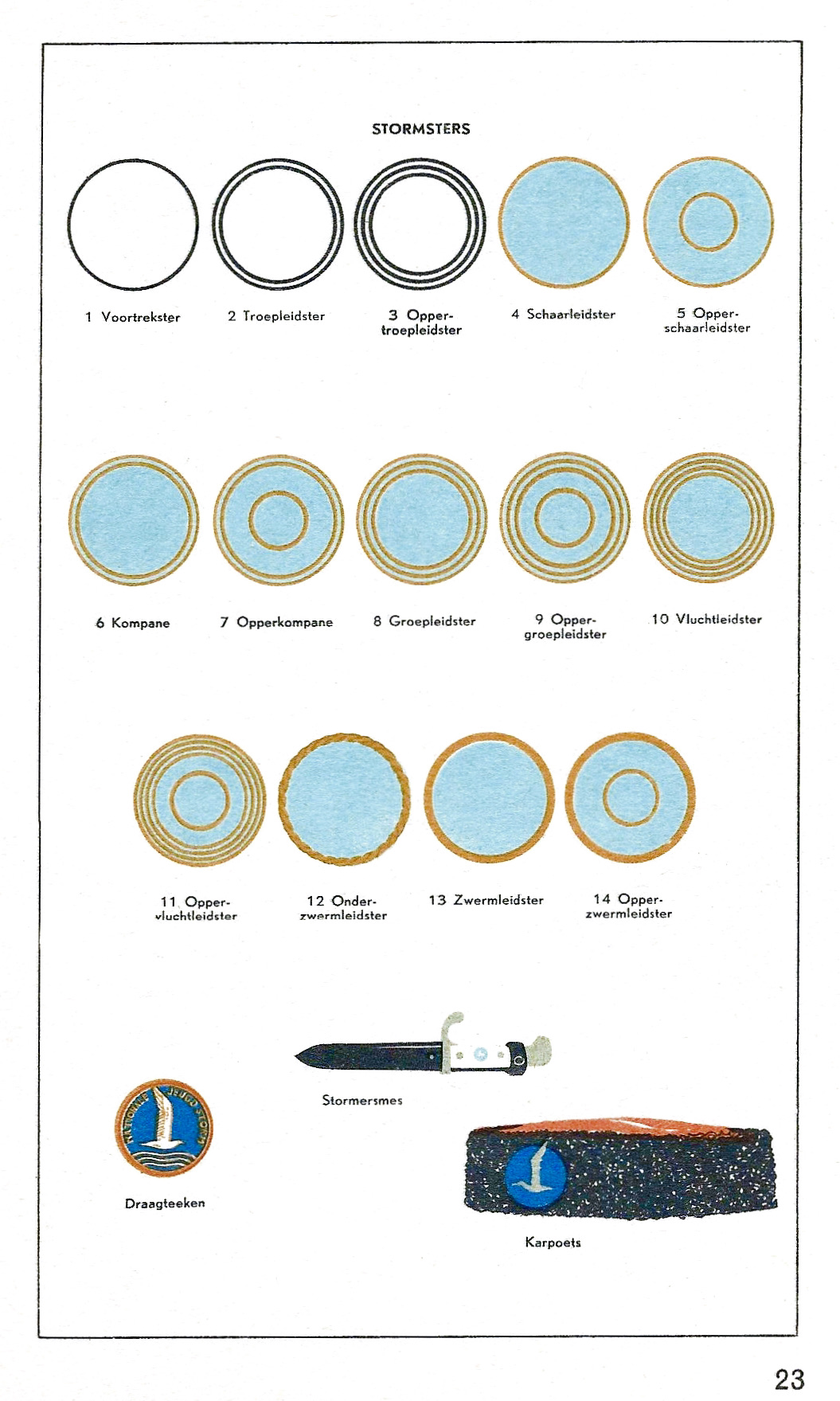
Gradi del berretto
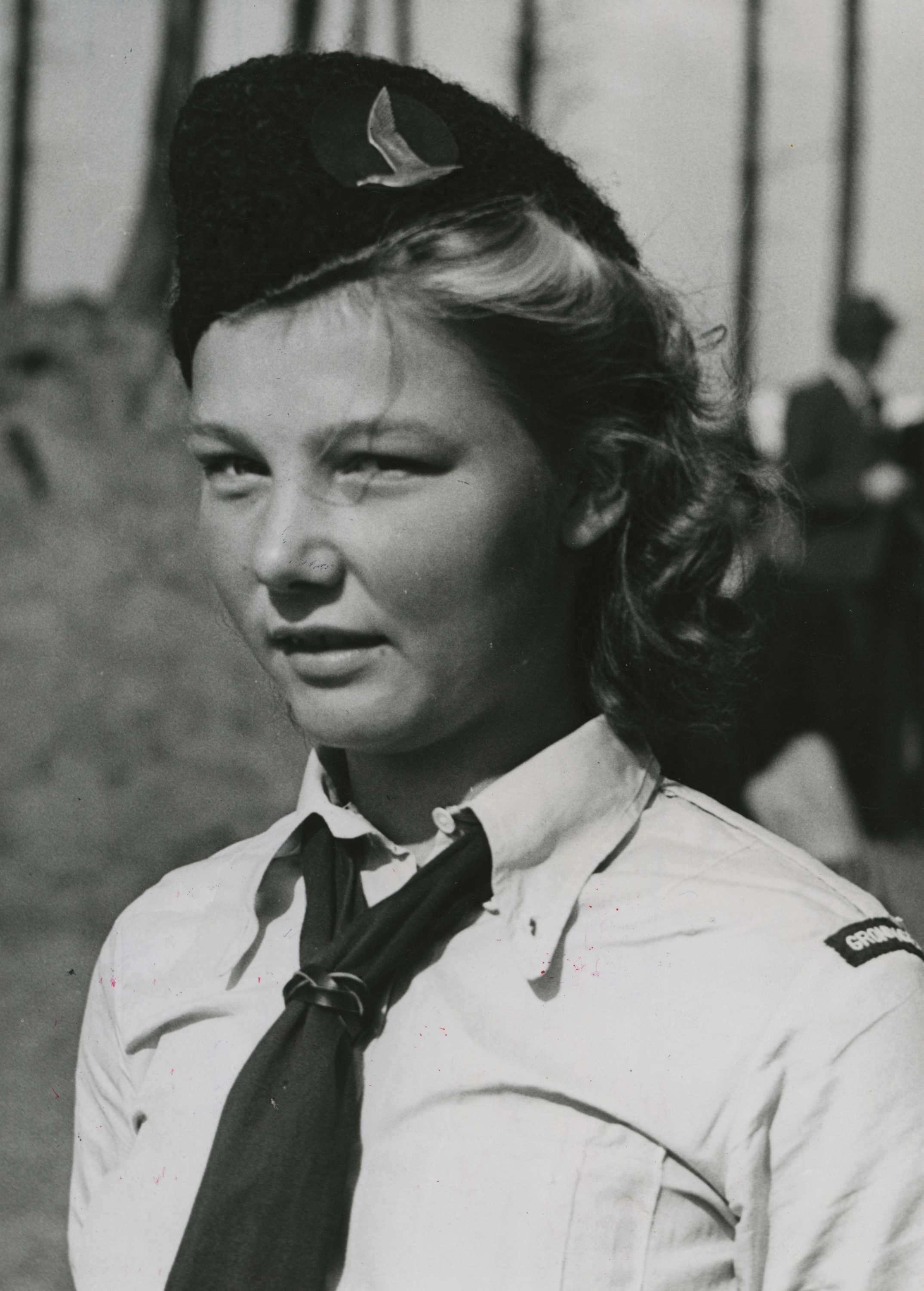
Tipica divisa femminile
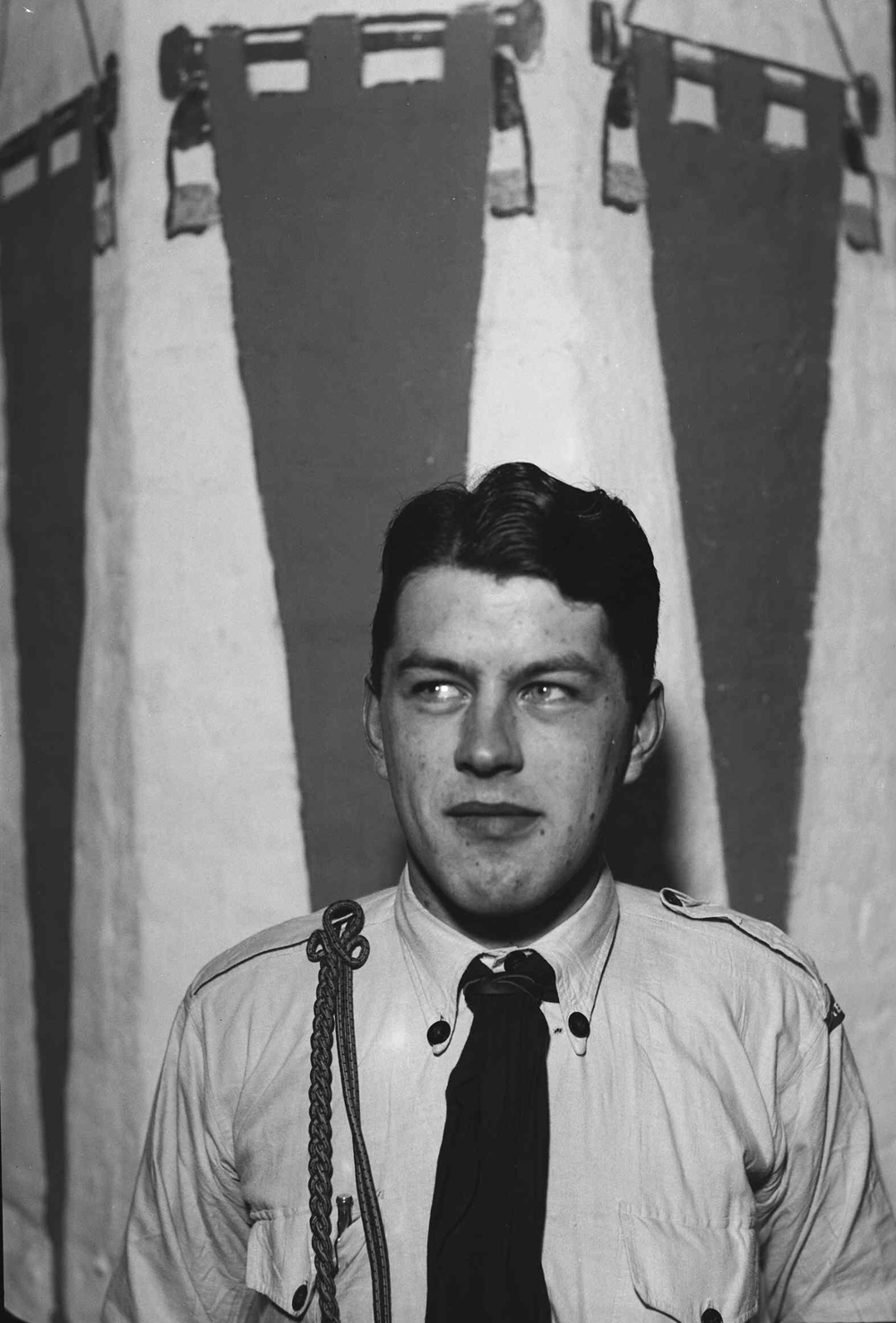
Divisa maschile di grado superiore
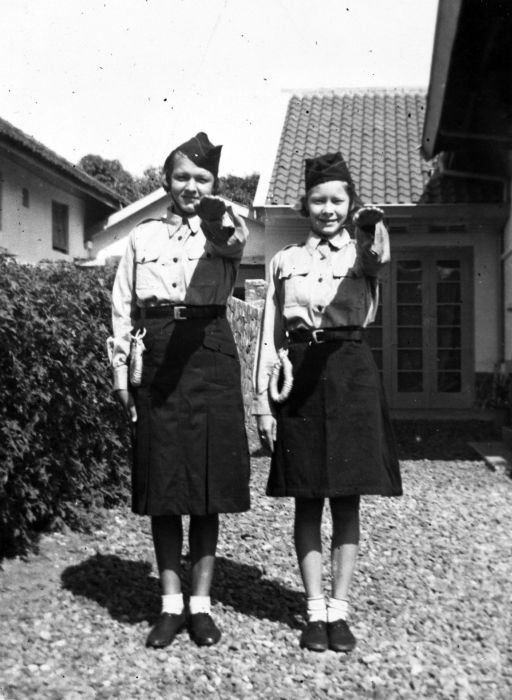
Ragazze della NJS/VNJ, mentre fanno il saluto militare, in Indonesia nel 1937 (all'epoca colonia olandese).
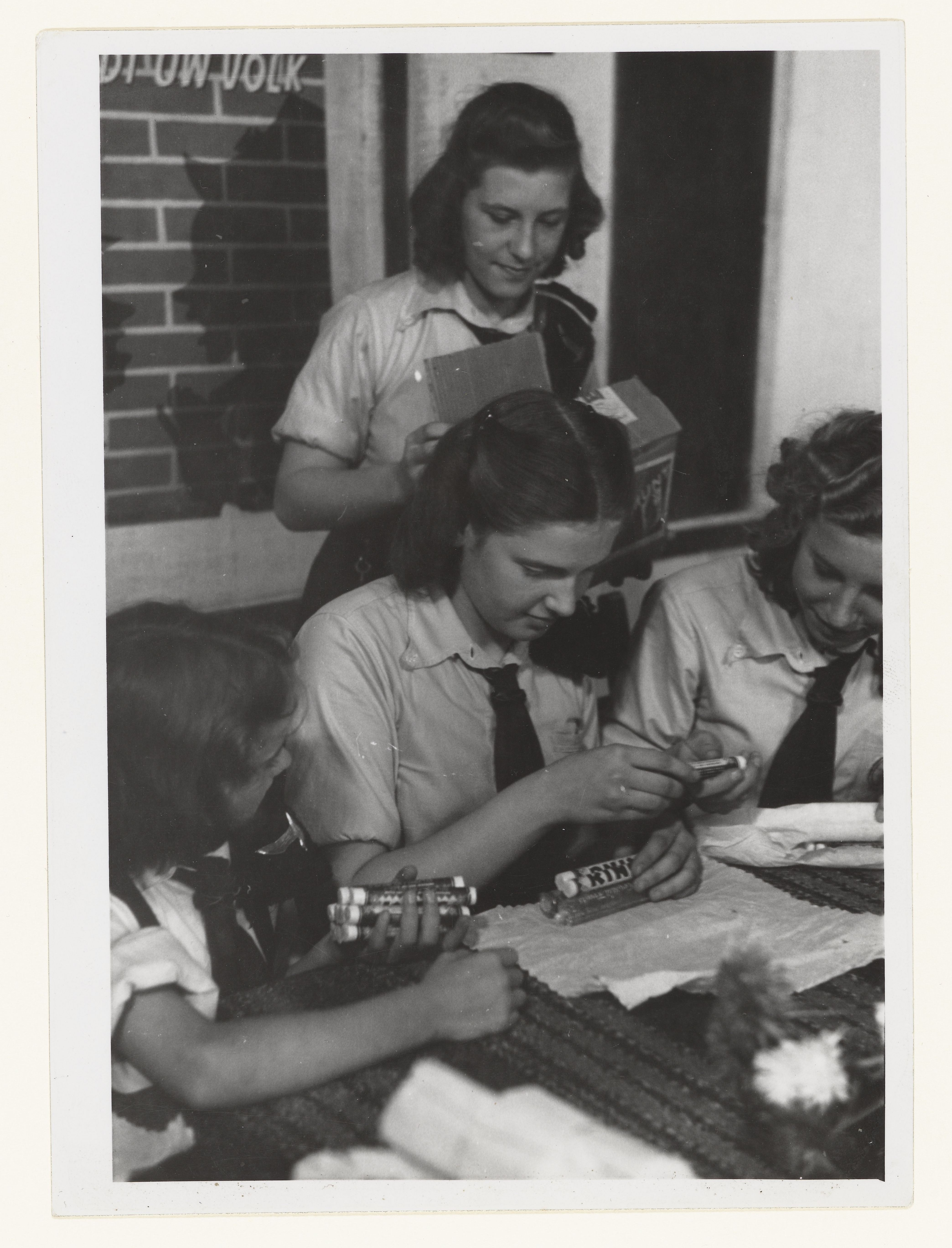
Ragazze dell'NJS al lavoro per raccogliere cibo e suppellettili da inviare ai soldati al fronte.
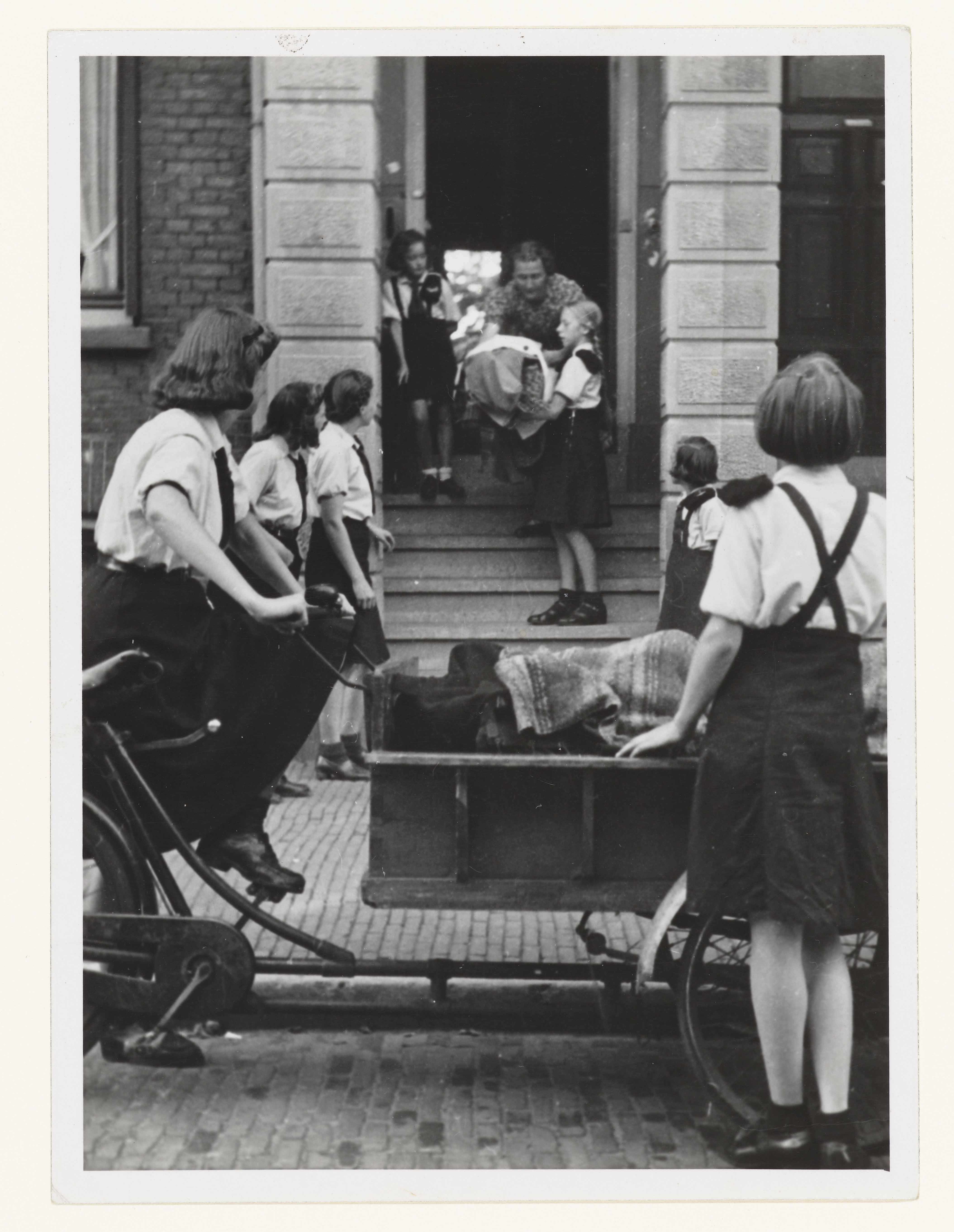
Ragazze della NJS che fanno una raccolta porta a porta di suppellettili da inviare al fronte
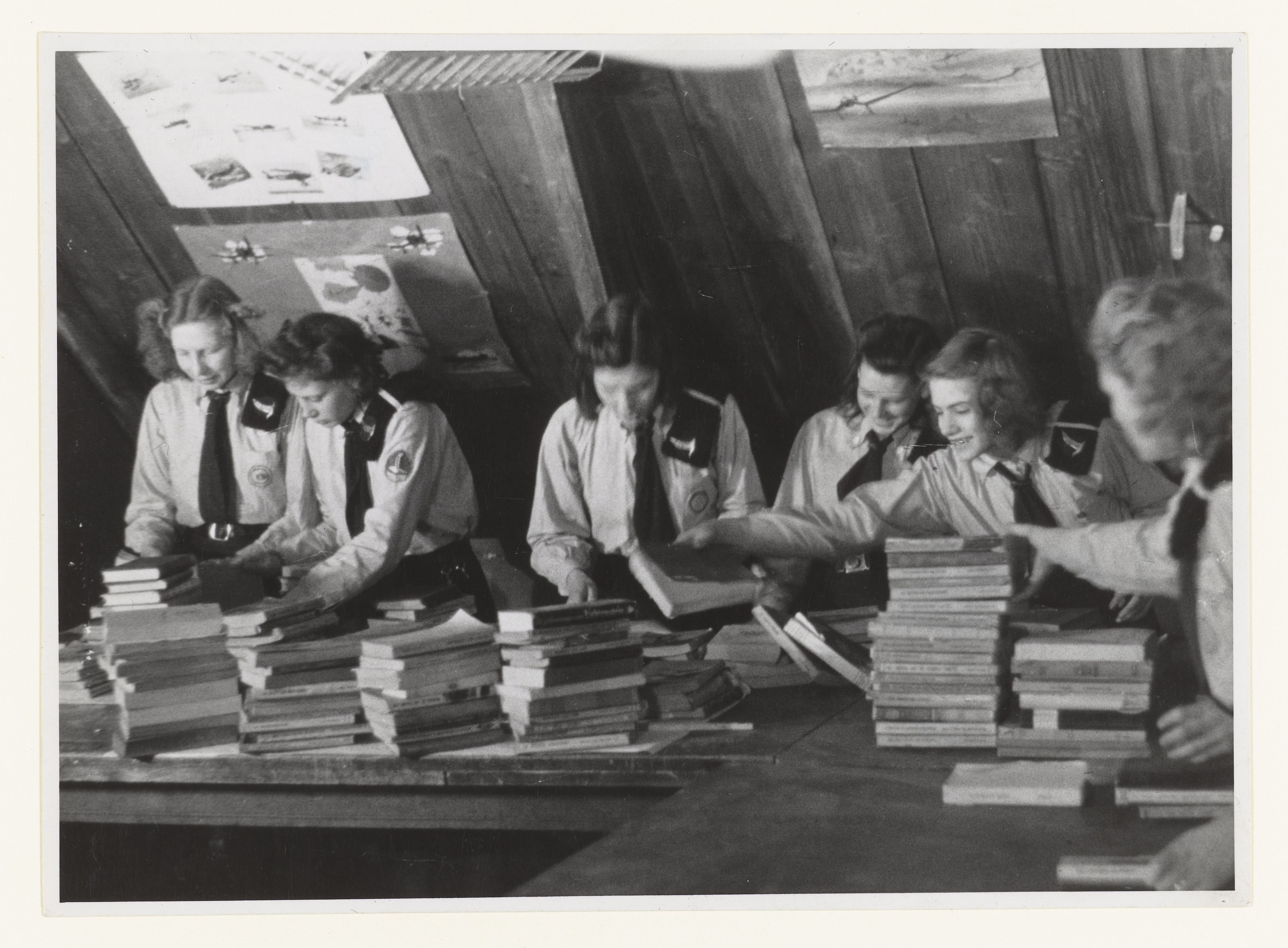
Ragazze dell'NJS al lavoro per raccogliere libri per le donazioni di solidarietà.
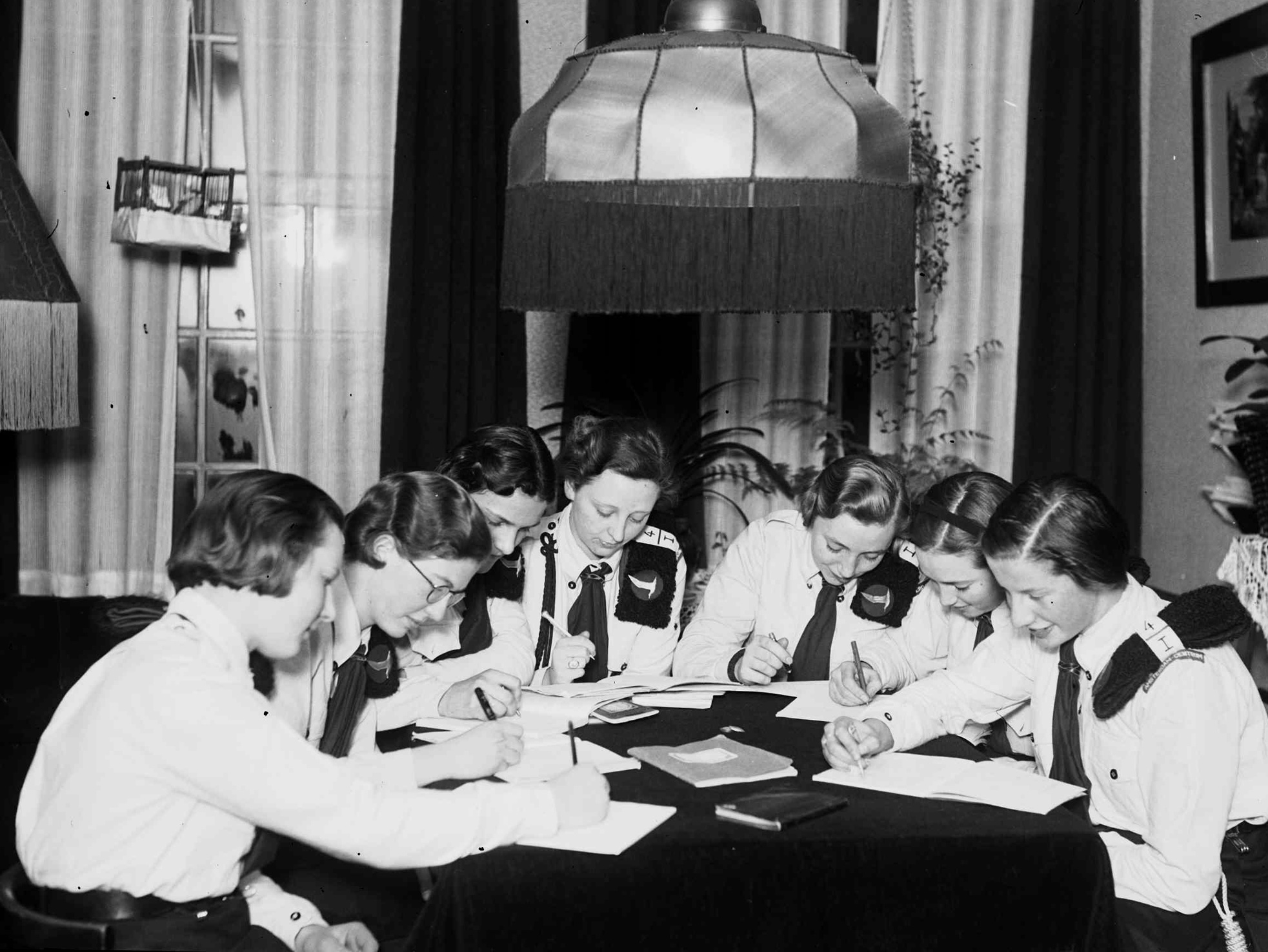
Ragazze dell'NJS mentre studiano
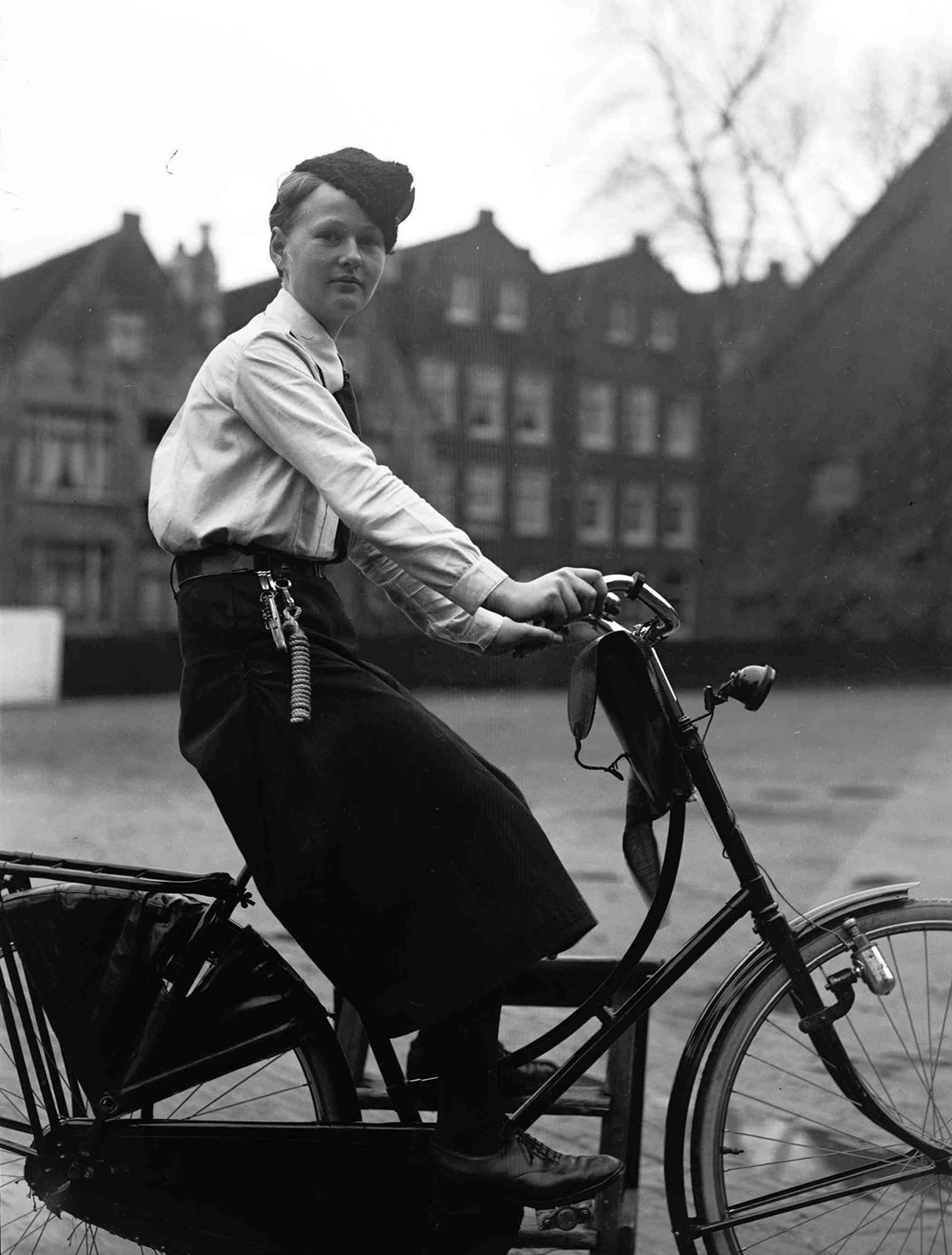
Ragazza nella bici di ordinanza
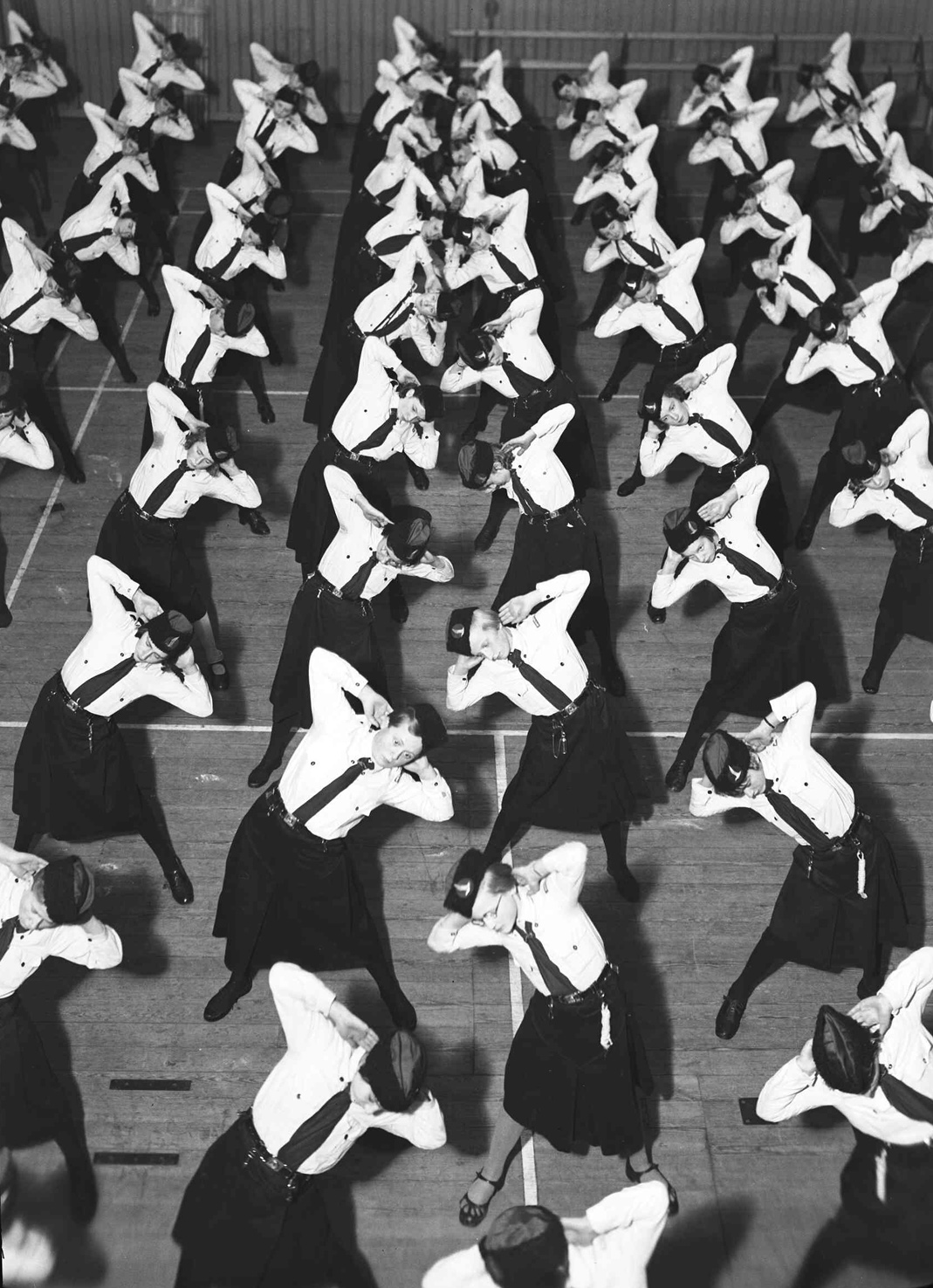
Saggio ginnico di giovani della NJS